# Klodij Albin
Klodij Albin (latinsko Decimvs Clodivs Septimivs Albinvs Avgvstvs), rimski uzurpator, katerega so po umoru cesarja Pertinaksa leta 193 za cesarja razglasile legije v Britaniji in Hispaniji, * okoli 150, † 19. februar 197.

## Življenjepis
Rojen je bil v Hadrumentu v povinci Afriki (sedanji Sousse, Tunizija) v aristokratski družini iz rodbine Cejonijev. Oče Cejonij je rekel, da je ime Albin (bel) dobil zaradi izredno svetle polti. 
Privlačilo ga je vojaško življenje, zato je že zelo mlad vstopil v rimsko vojsko in služil z veliko zavzetostjo, še posebej med uporom Avidija Kasija zoper cesarja Marka Avrelija leta 175.  Odlike mu je priznal sam cesar v dveh pismih, v katerih ga imenuje Albin Afričan, malo zaradi njegovega porekla, mnogo bolj pa zaradi hvale njegovih vojaških izkušenj in trdnosti njegovega značaja. Cesar je med drugim izjavil, da brez njegovih legij iz Bitinije ne bi premagal Avidija Kasija, in ga je zato nemeraval imenovati za konzula.
Cesar Komod ga je imenoval za guvernerja Belgijske Galije in zatem Britanije. Ko so prišle v Britanijo lažne govorice o Komodovi smrti, je Albin pred svojimi vojaki javno izjavil, da je bil Komod tiran in da bi bilo za Rimsko cesarstvo koristno,  če bi senat spet dobil nekdanje dostojanstvo in moč. Senat je bil z njegovimi izjavami zelo zadovoljen, ne pa tudi cesar, ki je v Britanijo poslal Junija Severja, da ga zamenja. Albin se je kljub temu obdržal  na položaju guvernerja vse do Komodovega umora in celo do umora njegovega naslednika Pertinaksa leta 193.

### Državljanska vojna
Po Pertinaksovi smrti so pretorski prefekt Emilij Let in njegovo možje, ki so organizirali uboj, na dražbi prodali cesarski položaj premožnemu senatorju Didiju Julijanu in ga v senatu okronali za cesarja. Kmalu po imenovanju se je začela vrsta uporov civilnega prebivalstva in vojaških enot, ki je pokazala, da položaj cesarja še zdaleč ni odločen. Legije v Siriji so za cesarja proglasile Pescenija  Nigra, legije v Iliriku in Panoniji Septimija Severja, legije v Britaniji in Galiji pa Klodija Albina.    
Sledila je državljanska vojna, v kateri je bil Albin sprva Severjev zaveznik, ko je Sever zavzel Rim in prejel naslov cesarja, pa sta si celo leta 194 delila konzulski položaj. Albin je s podporo treh britanskih legij (II. legija Augusta, VI. legija Victrix in XX. legija Valeria Victrix) in ene španske (VII. legija Gemina) ostal dejanski vladar večine zahodnega dela cesarstva.  
Po umoru Didija Julijana, ki je ogrožal Severjev položaj, se je Sever obrnil proti Pesceniju Nigru. Po Nigrovem porazu in usmrtitvi leta 194 in popolni zmedi med njegovimi pristaši, še posebej po padcu Bizanca leta 196, se je Sever odločil, da bo postal absolutni vladar cesarstva. Albin je uvidel, da je njegov položaj ogrožen in se je pripravil na obrambo. Za las je ušel morilcu, ki ga je poslal Septimij Sever, in se zatem sam postavil na čelo svoje vojske, ki je štela kakšnih 150.000 mož.

### Albin se razglasi za cesarja
Jeseni leta 196 se je Klodij proglasil za cesarja (Imperator Caesar Decimus Clodius Septimius Albinus Augustus), priplul iz Britanije v Galijo in s seboj pripeljal velik del britanske vojske. Porazil je Severjevega legata Virija Lupa in postal dovolj močan, da je zase zahteval galske vojaške vire. Za sedež svoje vojske je izbral Lugdunum (Lyon). Naklonjenosti renskih legij mu ni uspelo pridobiti.
19. februarja 197 sta se Albinova in Severjeva vojska, v kateri je bilo po Kasiju Dionu na vsaki strani po 150.000 mož, spopadli v bitki pri Lugdunu.  Po trdi borbi je bil Albin poražen in naredil samomor ali pa so ga na Severjev ukaz usmrtili. Njegovo golo telo so položil pred Severja, on pa je poniževalno jezdil po njem. Klodijevi ženi in otrokom je sprva prizanesel, a si je takoj premislil in jih, tako kot mrtvega Albina, obglavil. Albinovo obglavljeno telo in člane njegove družine so pometali v Ren, njegovo glavo pa poslali v Rim kot opozorilo njegovim pristašem. Sever je skupaj z njo poslal tudi arogantno pismo, v katerem je zasmehoval senat zaradi njegove zvestobe Albinu. Mesto Lugdunum je izropal in porušil in neusmiljeno preganjal Albinove pristaše. 
Albin je bil lep in zelo močan moški. Bil je izkušen general in spreten mečevalec in strog, pogosto tudi krut poveljnik. Imel je enega ali morda dva sinova, ki sta bila skupaj z materjo na Severjev ukaz usmrčena. Pravijo, da je napisal razpravo o poljedelstvu in zbirko zgodb z naslovom Milesian.